# Petronilla I a Aragonului
Petronilla (n. 29 iunie 1136, Huesca, Aragon, Spania – d. 15 octombrie 1174, Barcelona, Catalonia, Spania) a fost regina Aragonului de la abdicarea tatălui ei în 1137 până la abdicarea sa în 1164. A fost fiica și succesoarea lui Ramiro al II-lea al Aragonului și a soției sale, Agnes de Aquitania. Ea a fost ultimul conducător al Dinastiei Jimenez din Aragon, iar prin căsătorie a adus tronul Casei de Barcelona.
Petronilla a venit la tron în circumstanțe speciale. Tatăl ei, Ramiro, a fost episcop de Barbastro-Roda atunci când fratele său, Alfosno I, a murit fără moștenitori în 1134 și a lăsat coroana celor trei ordine militare religioase. Decizia sa nu a fost respectată: aristocrația Navarei a ales regele lor și și-au restabilit independența, iar nobilimea din Aragon l-a urcat pe tron pe Ramiro. Ca rege, el a primit o dispensă papală să abdice de la jurămintele monahale, în scopul de a asigura succesiunea la tron . Regele Ramiro, s-a căsătorit cu Agnes de Aquitania în 1135, iar singurul lor copil a fost Petronilla, care s-a născut în anul următor în Huesca. Căsătoria ei a fost o chestiune de stat foarte importantă. Nobilimea a respins propunerea lui Alfonso al VII-lea al Castiliei pentru a aranja o căsătorie între Petronilla și fiul său Sancho și să-i educe la curtea sa. 
Când ea avea un pic mai mult de un an, Petronilla a fost logodită în Barbastro pe 11 august 1137, cu Raymond Berengar al IV-lea, Contele de Barcelona. La El Castellar la 13 noiembrie, Ramiro a abdicat și și-a transferat autoritatea lui Ramon Berenguer, revenind la viața monarhală. Ramon Berenger a guvernat regatul de facto folosind titlul de Prințul Aragonezilor.
În luna august 1150, când Petronilla avea 14 ani, logodna a fost ratificată la o ceremonie de nuntă care a avut loc în orașul Lleida. Petronilla și-a consumat căsătoria cu Ramon în prima parte a anului 1151, când a ajuns la vârsta de 15 ani. Căsătoria a produs cinci copii: Peter (1152-1157), Raymond Berengario (1157-1196), Peter (1158-1181), Dulce (1160-1198) și Sancho (1161-1223). În timp ce ea a fost însărcinată cu primul copil, la 4 aprilie 1152, ea a scris un testament pentru soțul ei, în cazul în care nu avea să supraviețuiască nașterii. În timp ce soțul ei era plecat în Provența (1156-1157), unde a fost regent (din 1144) pentru tânărul conte Raymond Berengar al II-lea, Petronilla a rămas în Barcelona. 
După moartea soțului ei, în 1162, Petronilla a primit regiunile Besalú și Vall de Ribes pe viață. Fiul ei cel mare avea șapte ani atunci când, pe 18 iulie 1164, Petronilla a abdicat de la tronul Aragonului. Când Raymond Berengario a moștenit tronul de la mama sa, el și-a schimbat numele în Alfonso, din respect pentru aragonezi.  Al doilea fiu pe nume Petru a schimbat apoi numele în Raymond Berengario.
Petronilla a murit în Barcelona în octombrie 1173 și a fost înmormântată la Catedrala din Barcelona, mormântul ei a fost pierdut. După moartea ei, Besalú și Vall de Ribes a revenit la domeniul direct al contelui de Barcelona, fiul ei ALfonso, care prin 1174 a acordat Besalú reginei sale, Sancha. 

## Sursă
- Bisson, Thomas N. The Medieval Crown of Aragon: A Short History. Oxford: Clarendon Press, 2000.
- Chaytor, Henry John. A History of Aragon and Catalonia. London: Methuan, 1933.
- Stalls, William C. "Queenship and the Royal Patrimony in Twelfth-Century Iberia: The Example of Petronilla of Aragon", Queens, Regents and Potentates, Women of Power, vol. 1 (Boydell & Brewer, 1995), 49–61.

1. ↑  Comtes, reis, comtesses i reines de Catalunya[*] Verificați valoarea |titlelink= (ajutor)